# Kubuntu
Kubuntu je linuxová distribuce odvozená od Ubuntu. Rozdíl mezi těmito distribucemi je v grafickém prostředí (GUI) – Ubuntu používá grafické rozhraní GNOME, zatímco Kubuntu používá KDE. Obě distribuce jsou „user friendly“ a jsou určené jak pro začátečníky, tak pro zkušenější uživatele. V současnosti jde podle mnoha žebříčků o jedny z nejoblíbenějších a nejpoužívanějších linuxových distribucí. Oba operační systémy používají stejné repozitáře a oba používají APT ke správě instalovaných balíčků.
Z Ubuntu je možno vytvořit Kubuntu prostým nainstalováním balíčku „kubuntu-desktop“, toto je výhodné pro uživatele, kteří chtějí používat grafické prostředí KDE, ale nechtějí přeinstalovat celý systém.

## Požadavky
Minimální požadavky:
- dvoujádrový a 64bitový procesor o frekvenci 2 GHz a více
- 4 GiB paměti RAM
- 25 GB místa na disku
- rozlišení monitoru minimálně 1024×768 nebo vyšší

## Historie verzí
Stejně jako systém Ubuntu jsou nové verze Kubuntu vydávány dvakrát ročně. První byla v roce 2005 verze s kódovým označením Hoary Hedgehog (5.04). Každá verze má svoje kódové jméno a číslo. Číslo verze je založené na měsíci jejího uveřejnění, takže například 5.04 reprezentuje duben 2005. Jedná se o tzv. standard Y.MM.
| Barva   | Význam            |
| ------- | ----------------- |
| Červená | Verze bez podpory |
| Zelená  | Verze s podporou  |
| Modrá   | Budoucí verze     |

Vydání 16.04 LTS, 18.04 LTS, 20.04 LTS, 22.04 LTS a 24.04 LTS podporují placené pětileté prodloužení podpory (ESM).
| Verze     | Datum verze    | Kódové označení                                | Poznámka           |
| --------- | -------------- | ---------------------------------------------- | ------------------ |
| 5.04      | 8. dubna 2005  | Hoary Hedgehog (ctihodný šedivý ježek)         |                    |
| 5.10      | 13. října 2005 | Breezy Badger (rozmarný jezevec)               |                    |
| 6.06 LTS  | 1. června 2006 | Dapper Drake (sličný kačer / elegantní jepice) | dlouhodobá podpora |
| 6.10      | 26. října 2006 | Edgy Eft (smělý mlok)                          |                    |
| 7.04      | 19. dubna 2007 | Feisty Fawn (čiperný srnec / divoká srna)      |                    |
| 7.10      | 18. října 2007 | Gutsy Gibbon (kurážný / odvážný gibon)         |                    |
| 8.04      | 24. dubna 2008 | Hardy Heron (neohrožená volavka)               | dlouhodobá podpora |
| 8.10      | 30. října 2008 | Intrepid Ibex (nebojácný kozoroh)              |                    |
| 9.04      | 23. dubna 2009 | Jaunty Jackalope (veselý zajdalen)             |                    |
| 9.10      | 29. října 2009 | Karmic Koala (osudná koala)                    |                    |
| 10.04 LTS | 29. dubna 2010 | Lucid Lynx (bystrý rys)                        | dlouhodobá podpora |
| 10.10     | 10. října 2010 | Maverick Meerkat (vzpurná surikata)            |                    |
| 11.04     | 28. dubna 2011 | Natty Narwhal (šikovný narval)                 |                    |
| 11.10     | 13. října 2011 | Oneiric Ocelot (snový / pohádkový ocelot)      |                    |
| 12.04 LTS | 26. dubna 2012 | Precise Pangolin (přesný luskoun)              | dlouhodobá podpora |
| 12.10     | 18. října 2012 | Quantal Quetzal (jednotný kvesal)              |                    |
| 13.04     | 23. dubna 2013 | Raring Ringtail (dychtivý fret kočičí)         |                    |
| 13.10     | 17. října 2013 | Saucy Salamander (drzý mlok)                   |                    |
| 14.04 LTS | 17. dubna 2014 | Trusty Tahr (věrný tahr)                       | dlouhodobá podpora |
| 14.10     | 23. října 2014 | Utopic Unicorn (vysněný jednorožec)            |                    |
| 15.04     | 23. dubna 2015 | Vivid Vervet (čilý kočkodan)                   |                    |
| 15.10     | 22. října 2015 | Wily Werewolf (mazaný vlkodlak)                |                    |
| 16.04 LTS | 21. dubna 2016 | Xenial Xerus (přátelská veverka)               | dlouhodobá podpora |
| 16.10     | 13. října 2016 | Yakkety Yak (užvaněný jak)                     |                    |
| 17.04     | 13. dubna 2017 | Zesty Zapus (energická myška)                  |                    |
| 17.10     | 19. října 2017 | Artful Aardvark (mazaný hrabáč)                |                    |
| 18.04 LTS | 26. dubna 2018 | Bionic Beaver (bionický bobr)                  | dlouhodobá podpora |
| 18.10     | 18. října 2018 | Cosmic Cuttlefish (kosmická sépie)             |                    |
| 19.04     | 18. dubna 2019 | Disco Dingo (disco dingo)                      |                    |
| 19.10     | 17. října 2019 | Eoan Ermine (úsvitný hranostaj)                |                    |
| 20.04 LTS | 23. dubna 2020 | Focal Fossa (ostrozraká fosa)                  | dlouhodobá podpora |
| 20.10     | 22. října 2020 | Groovy Gorilla (skvělá gorila)                 |                    |
| 21.04     | 22. dubna 2021 | Hirsute Hippo (huňatý hroch)                   |                    |
| 21.10     | 14. října 2021 | Impish Indri (rošťácký lemur)                  |                    |
| 22.04 LTS | 21. dubna 2022 | Jammy Jellyfish (šťastná medúza)               | dlouhodobá podpora |
| 22.10     | 20. října 2022 | Kinetic Kudu (pohyblivá antilopa)              |                    |
| 23.04     | 20. dubna 2023 | Lunar Lobster (měsíční humr)                   |                    |
| 23.10     | 12. října 2023 | Mantic Minotaur (jasnozřivý Minotaurus)        |                    |
| 24.04 LTS | 25. dubna 2024 | Noble Numbat (vznešený mravencojed)            | dlouhodobá podpora |
| 24.10     | říjen 2024     | Oracular Oriole                                |                    |

### Dlouhodobá podpora (LTS)
Jednou za dva roky vychází verze s dlouhodobou podporou (LTS – Long-Term Support), což je verze s 60měsíční podporou. Standardní verze, které vycházejí v půlročních cyklech, měly dříve délku podpory 18 měsíců, od verze Kubuntu 13.04 je délka podpory těchto standardních verzí již jen 9 měsíců.
Poslední vydaná verze LTS je 24.04 Noble Numbat.

## Vlastnosti
Distribuce je určena pro uživatele, kteří už mají nějaké znalosti o systému Linux, ale nejsou natolik zdatní, aby dokázali plnohodnotně používat distribuci Debian, Slackware, Gentoo nebo jiné mainstreamové distribuce. Kubuntu vyniká především kvalitní detekcí a podporou hardwaru a je tedy vysoká pravděpodobnost, že se systém podaří nainstalovat poprvé na většině hardwarových konfigurací. I převážná většina programů funguje s nutností jen minimální počítačové konfigurace. Výhodou je okamžitá dostupnost aktuálního programového vybavení, především systému KDE, LibreOffice, jako i multimediálního systému Amarok. Mírnou nevýhodou je občasná nižší stabilita a občasné problémy s funkčností, což je však způsobeno používáním nejnovějšího softwaru, případně i beta verzemi programových balíků.[zdroj?] Všeobecně platí, že základ systému Kubuntu funguje spolehlivě – problémy mohou vzniknout hlavně při používání neoficiálního softwaru, který není vývojáři přímo podporován.

## Galerie

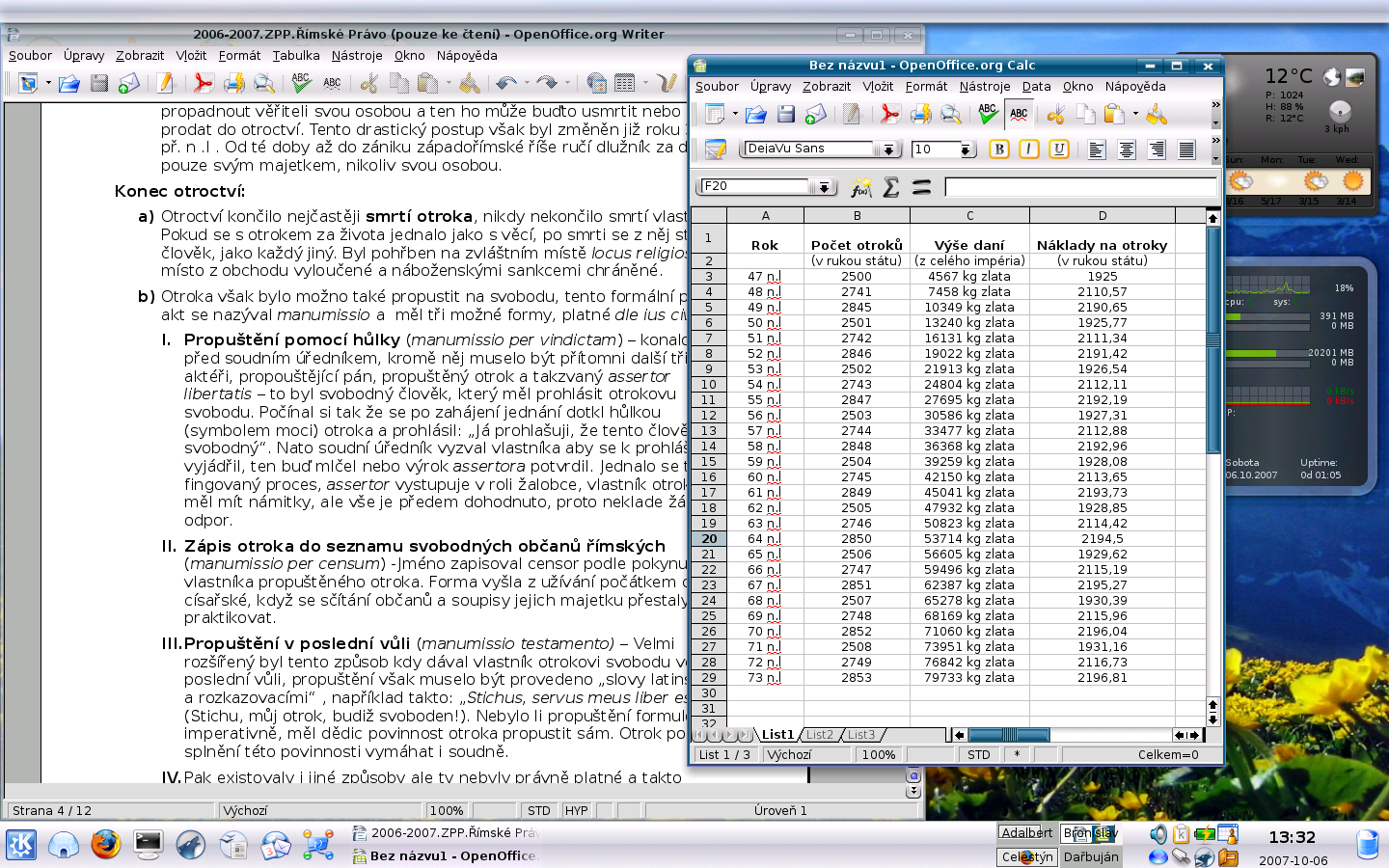
Část kancelářského balíku OpenOffice
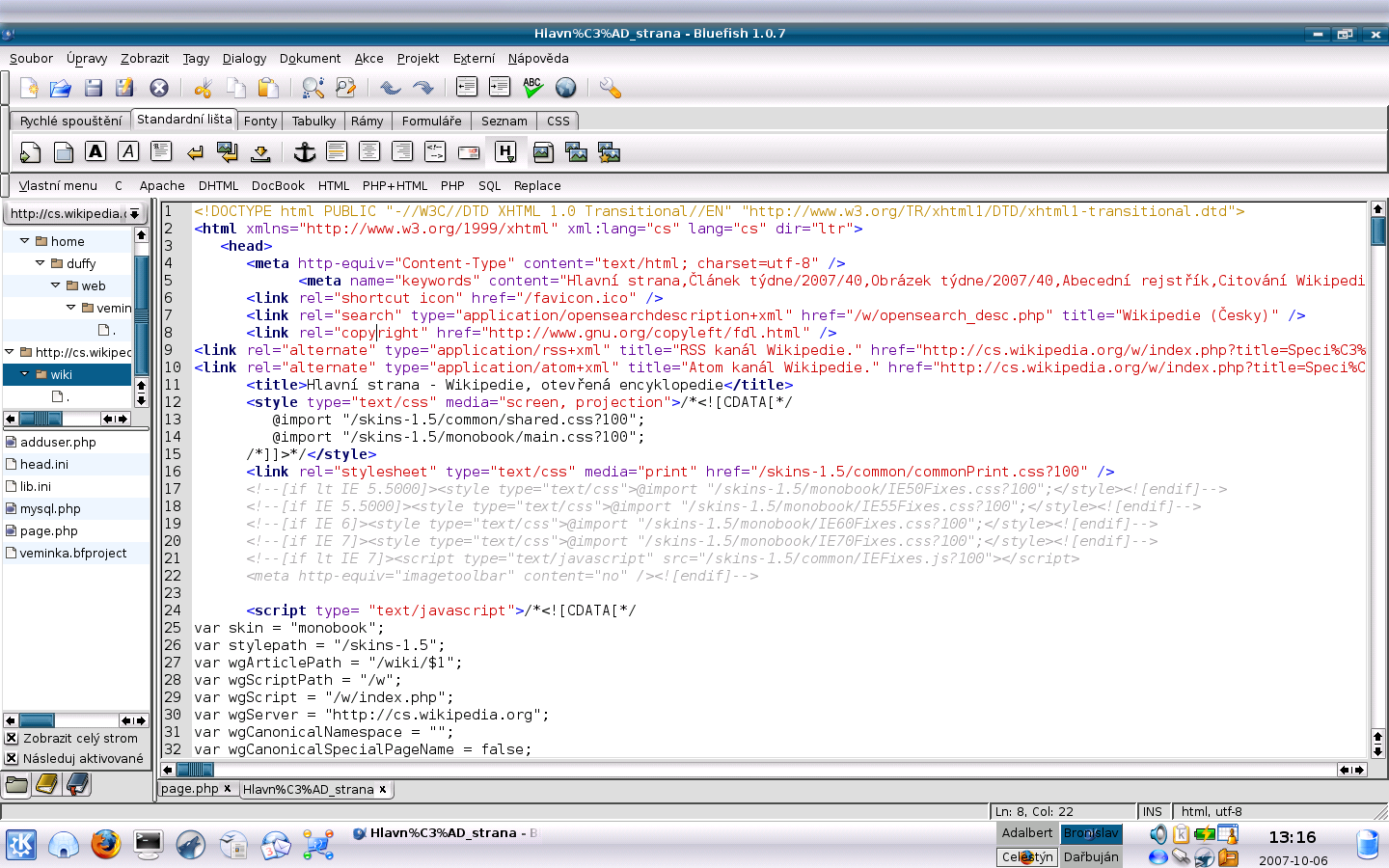
Upravování HTML úvodní stránky České Wikipedie
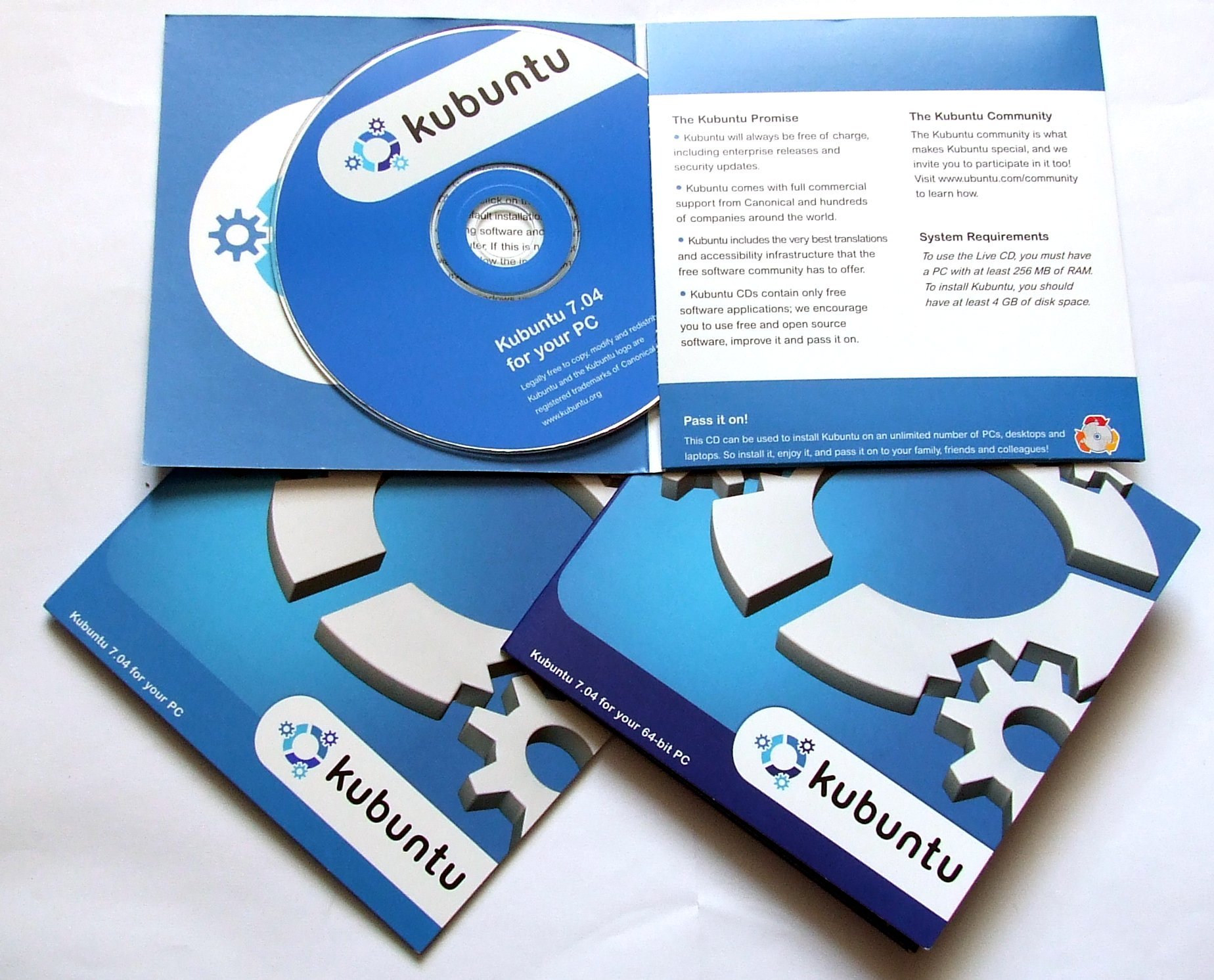
Originální CD Kubuntu Feisty (7.04)
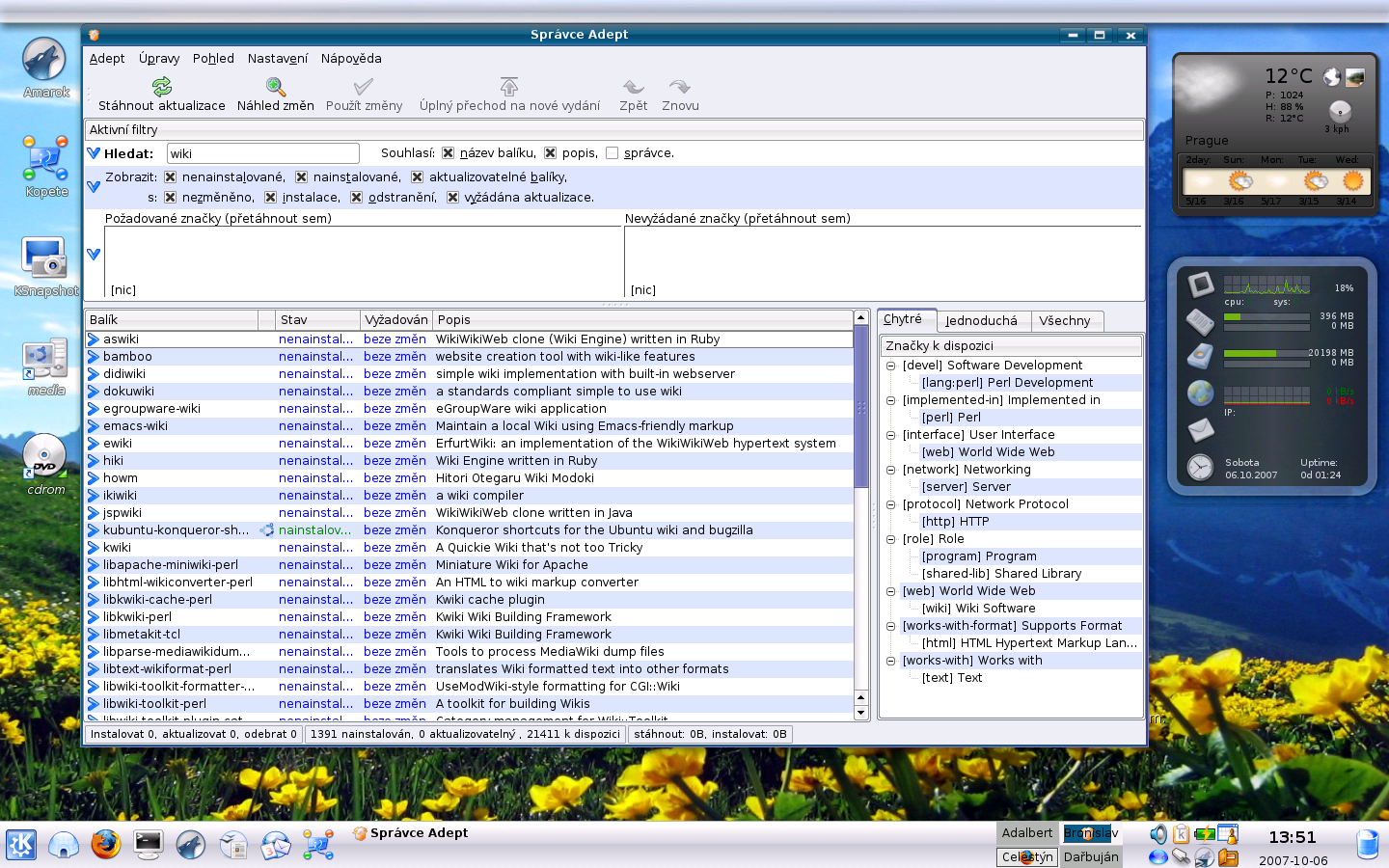
Snadné přidávání nového softwaru pomocí Adept Manager
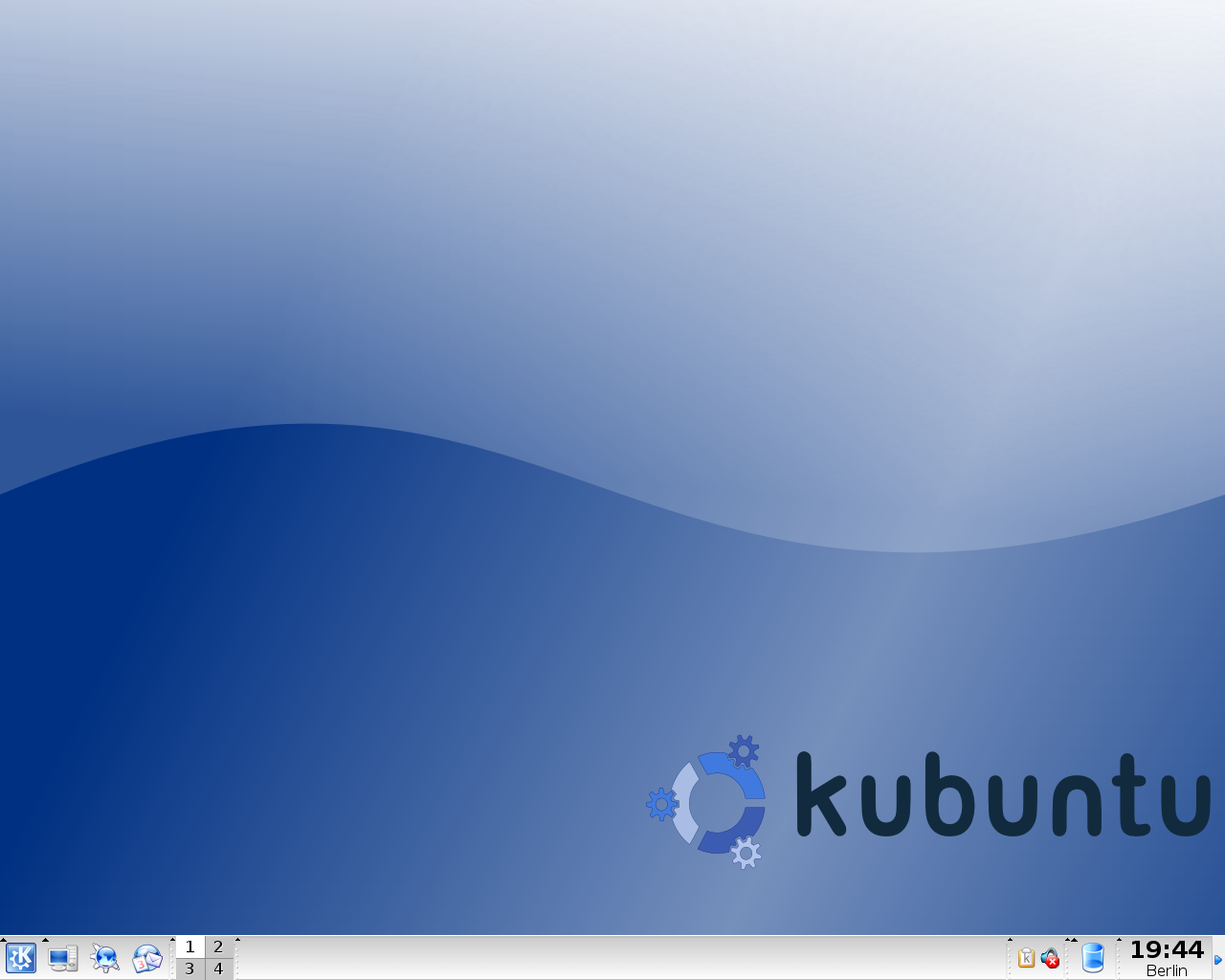
Kubuntu 5.04
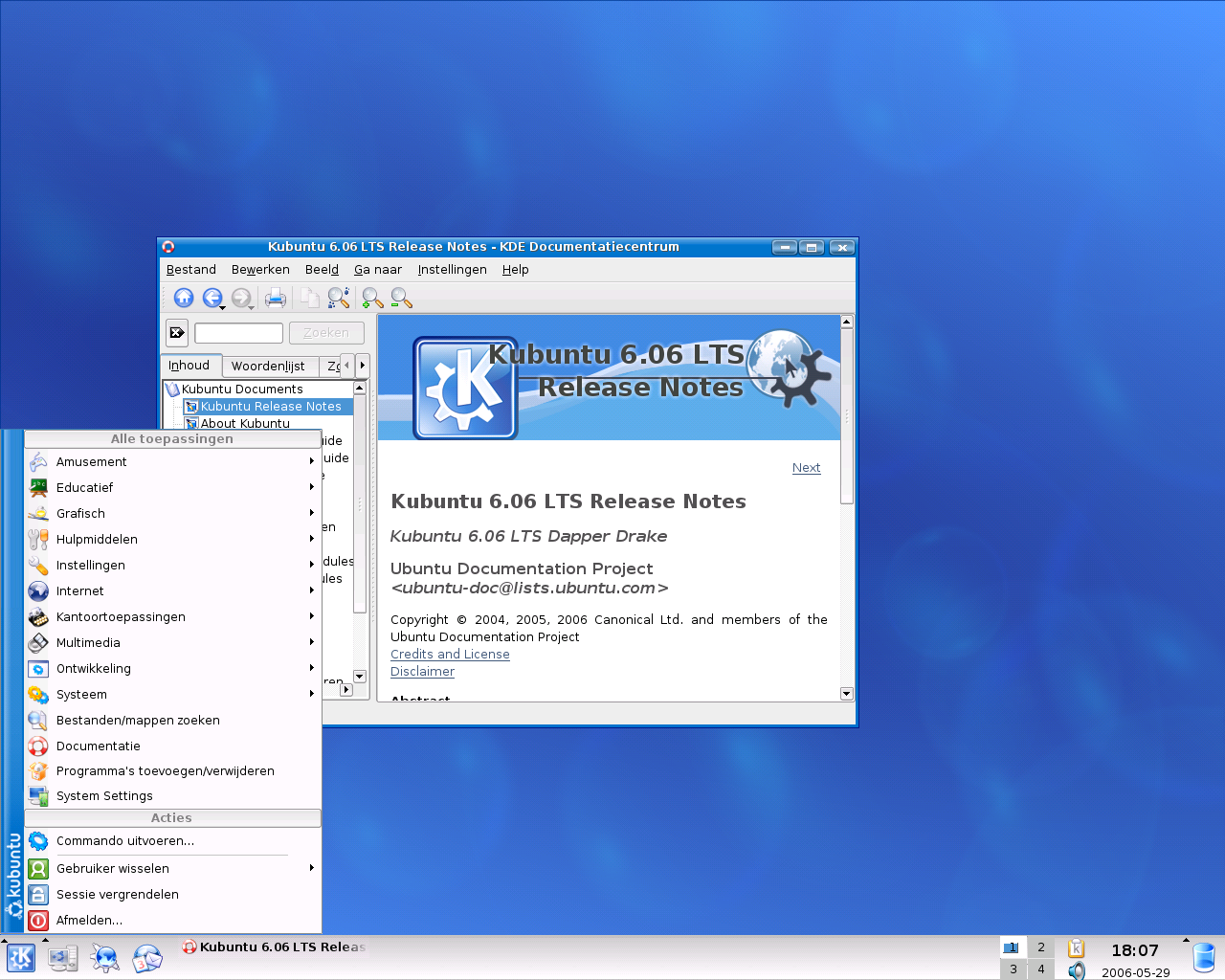
Kubuntu 6.06 LTS
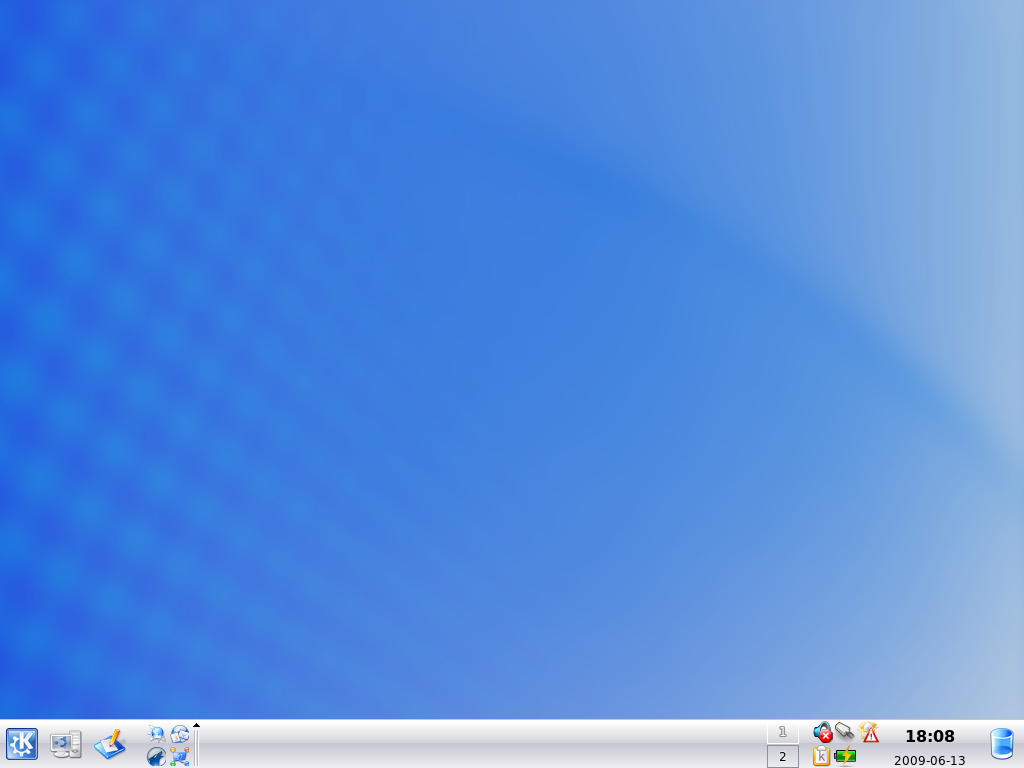
Kubuntu 8.04
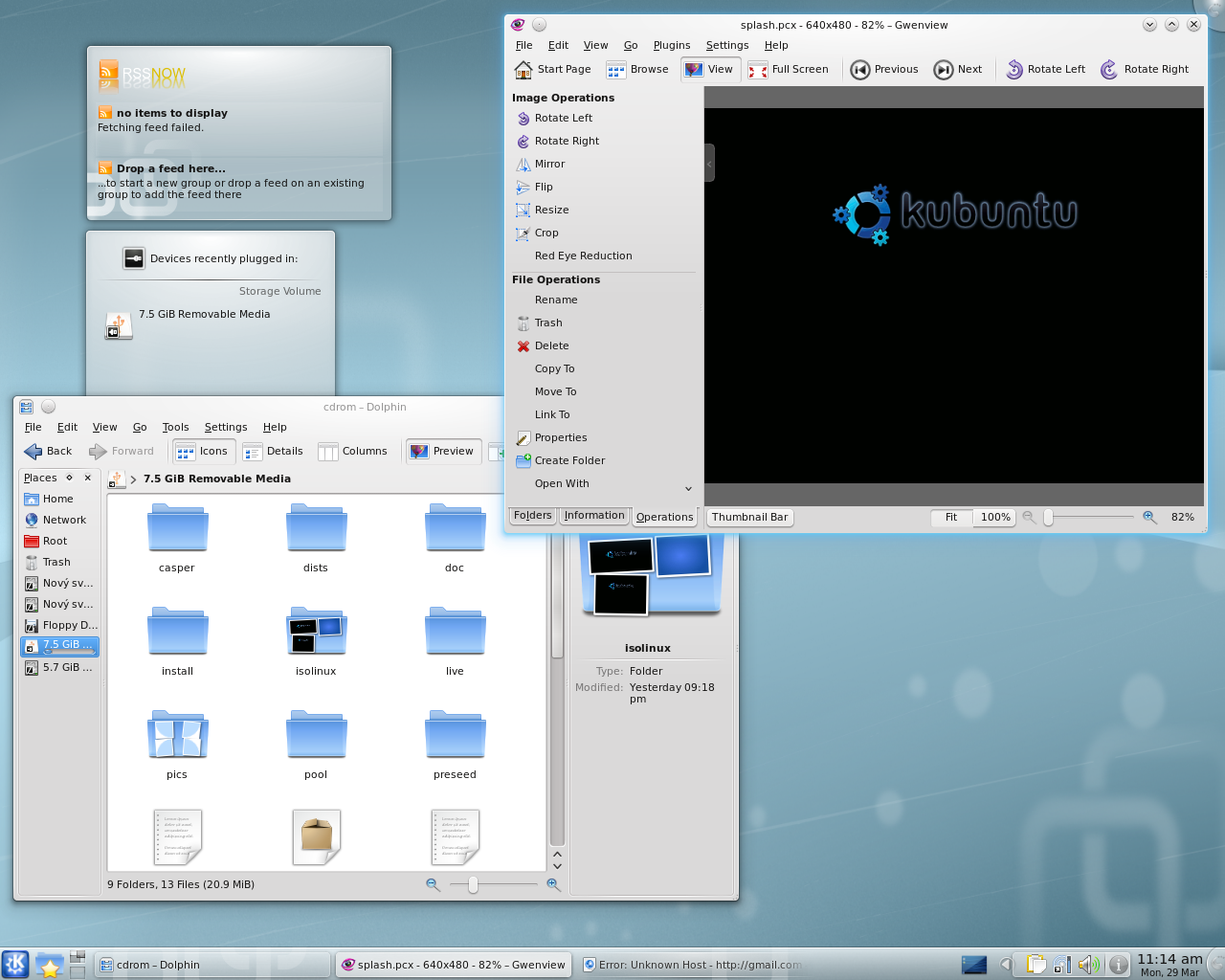
Kubuntu 10.04 LTS
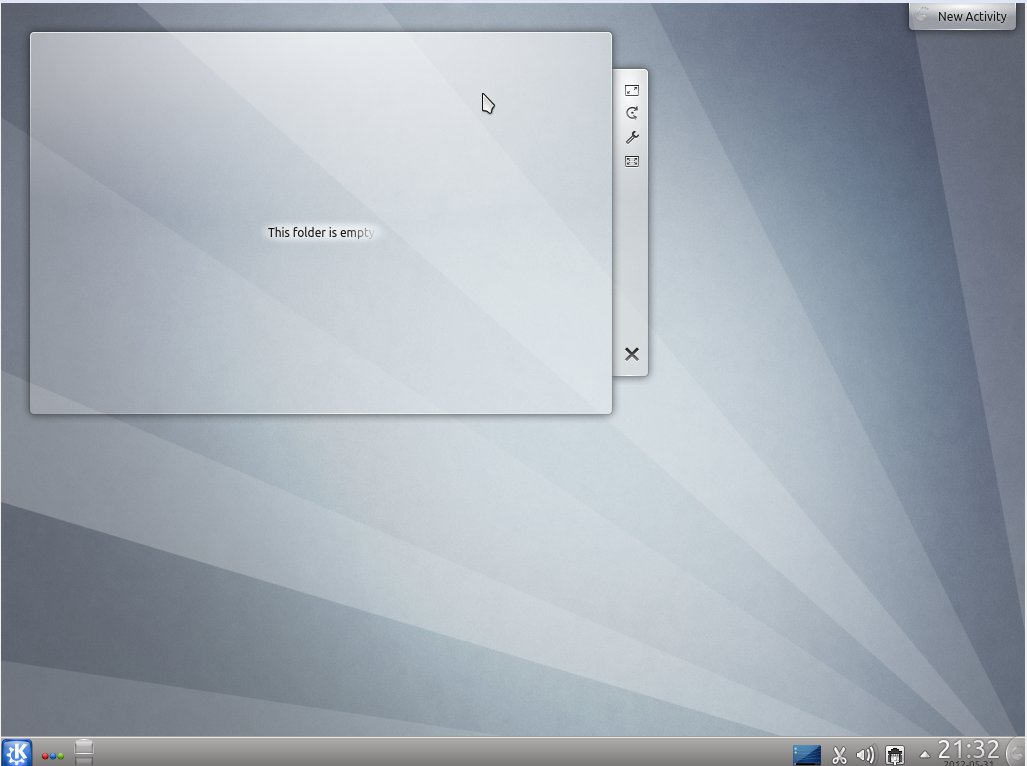
Kubuntu 12.04 LTS
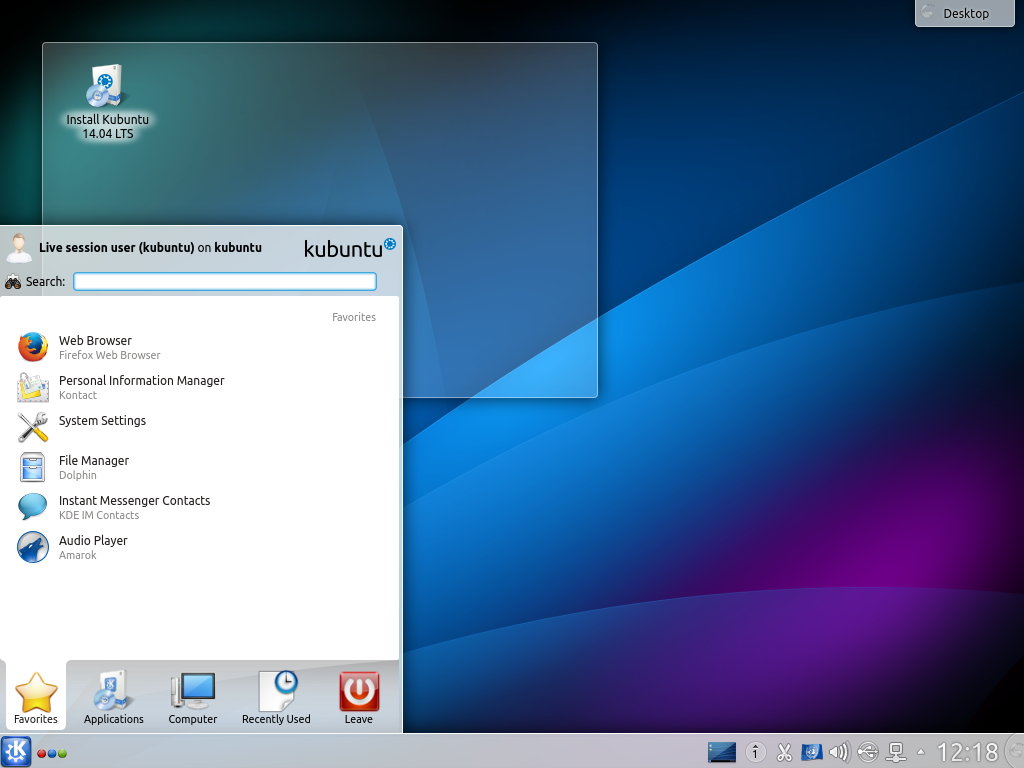
Kubuntu 14.04 LTS
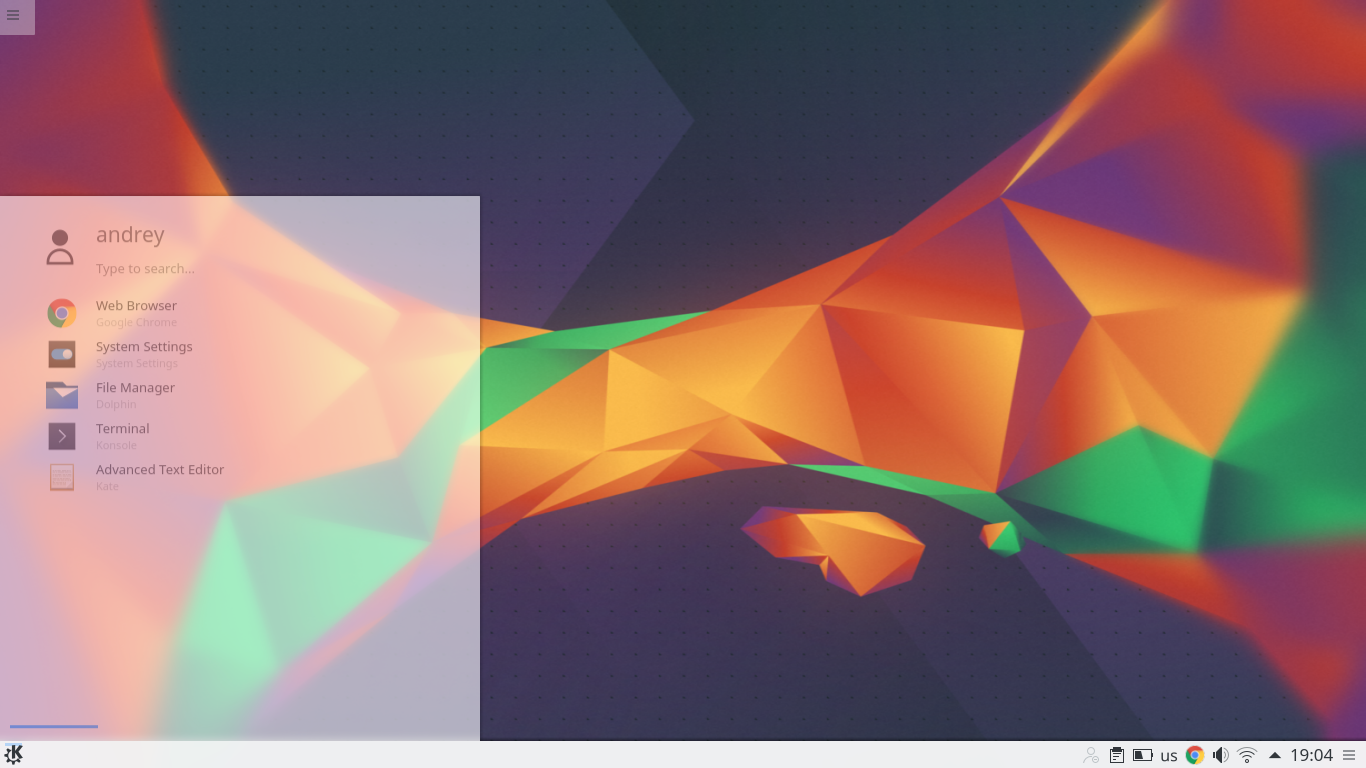
Kubuntu 16.04 LTS
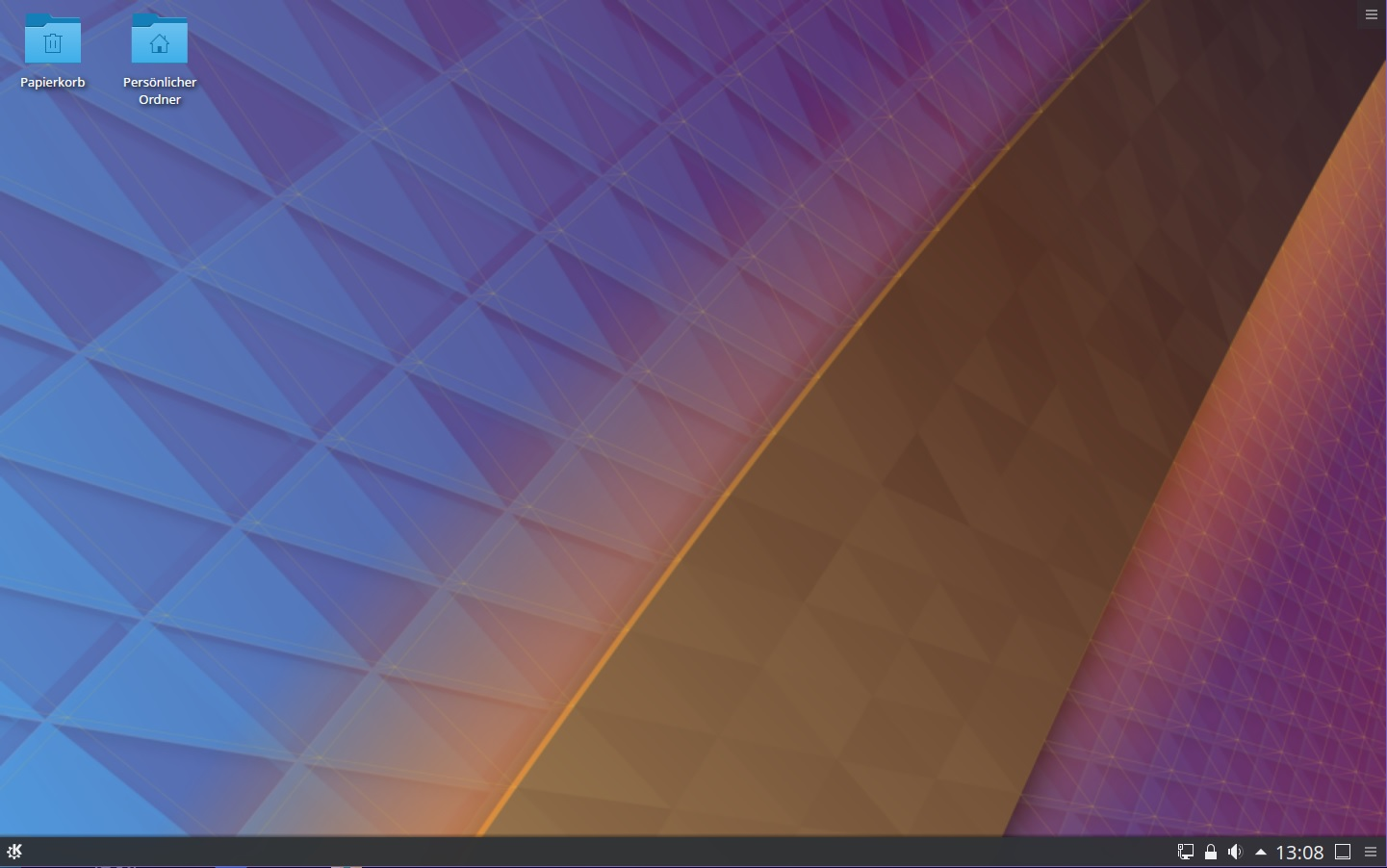
Kubuntu 18.04 LTS
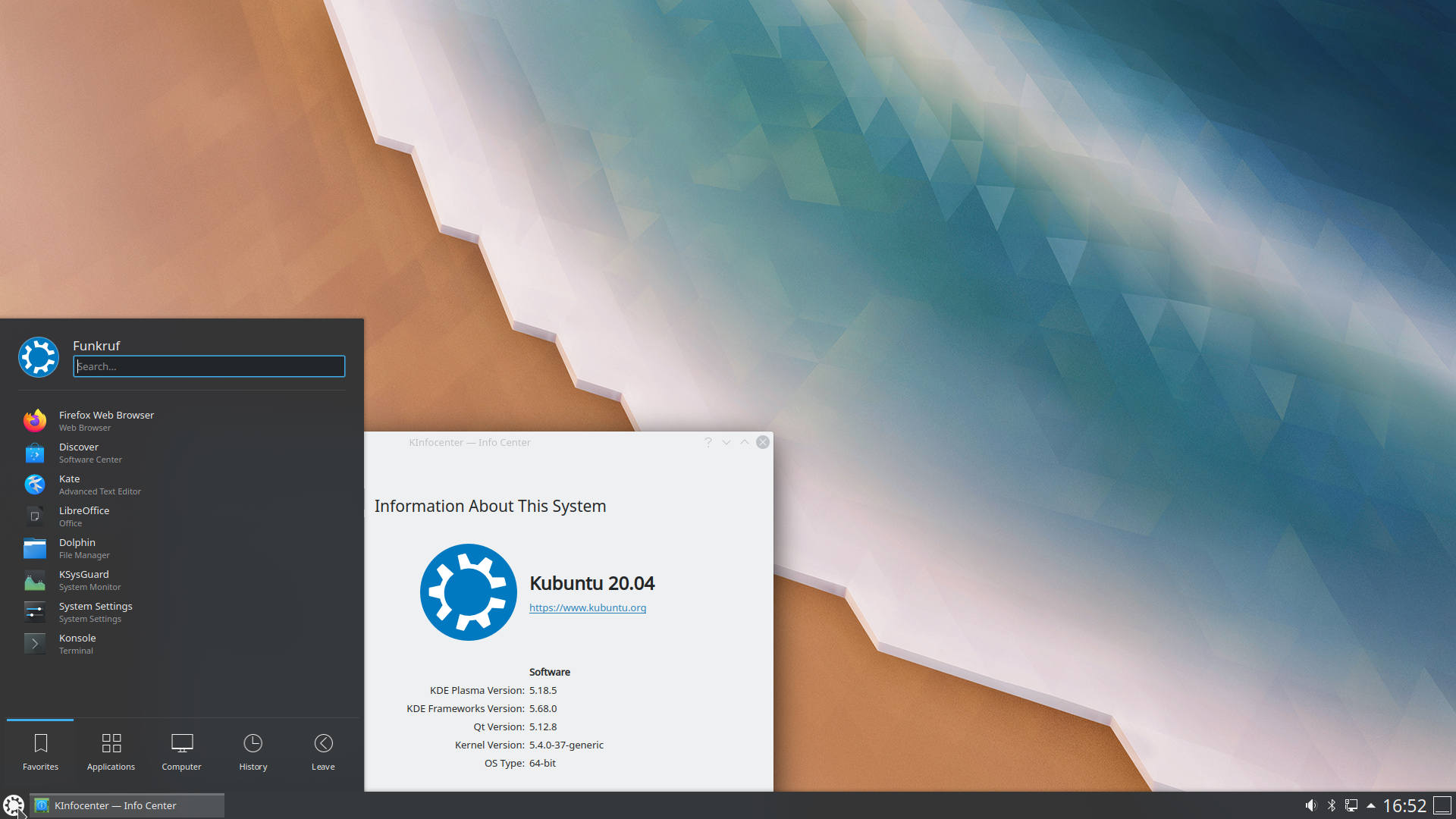
Kubuntu 20.04 LTS Nabídka Start
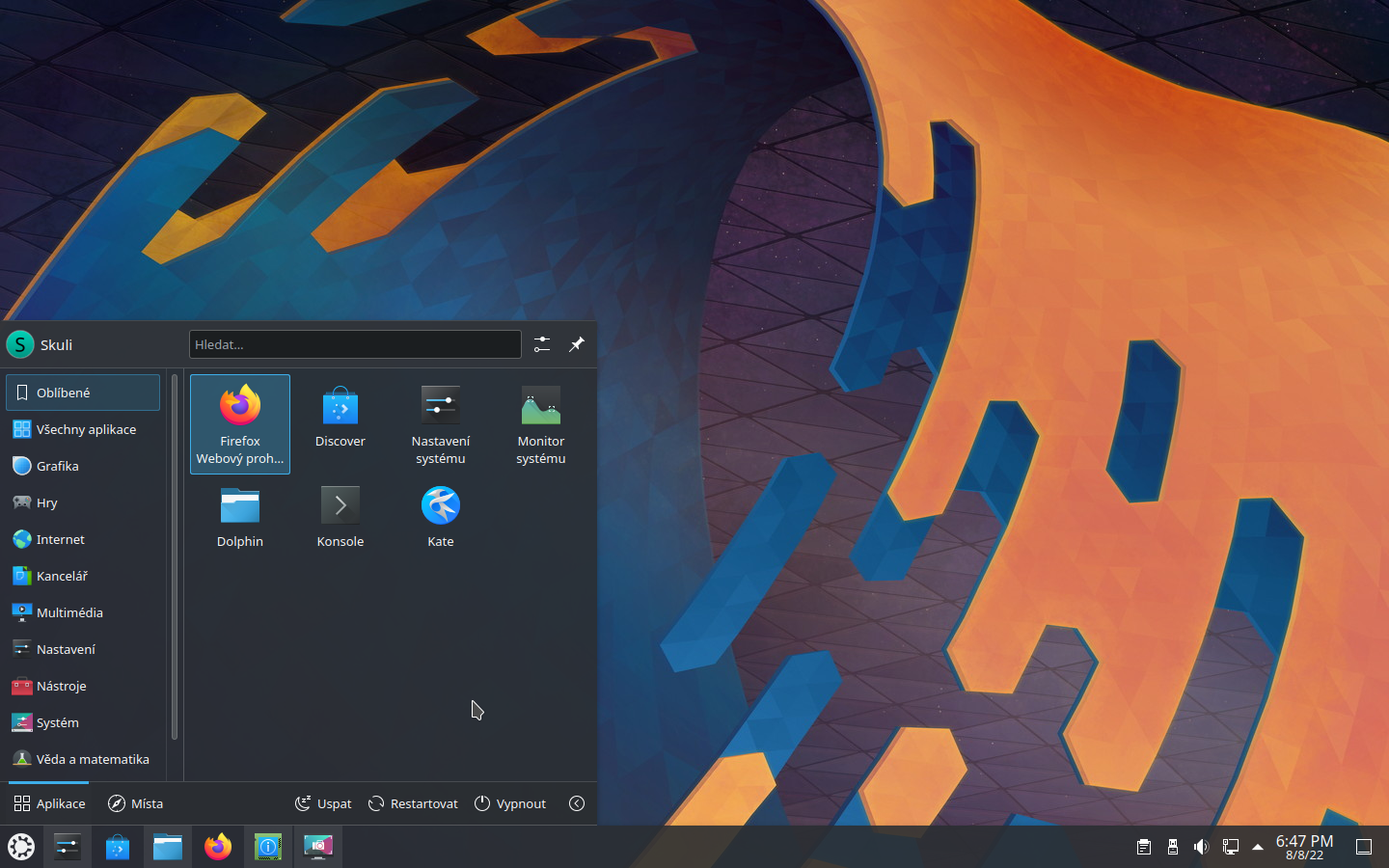
Kubuntu 22.04 LTS (cs)
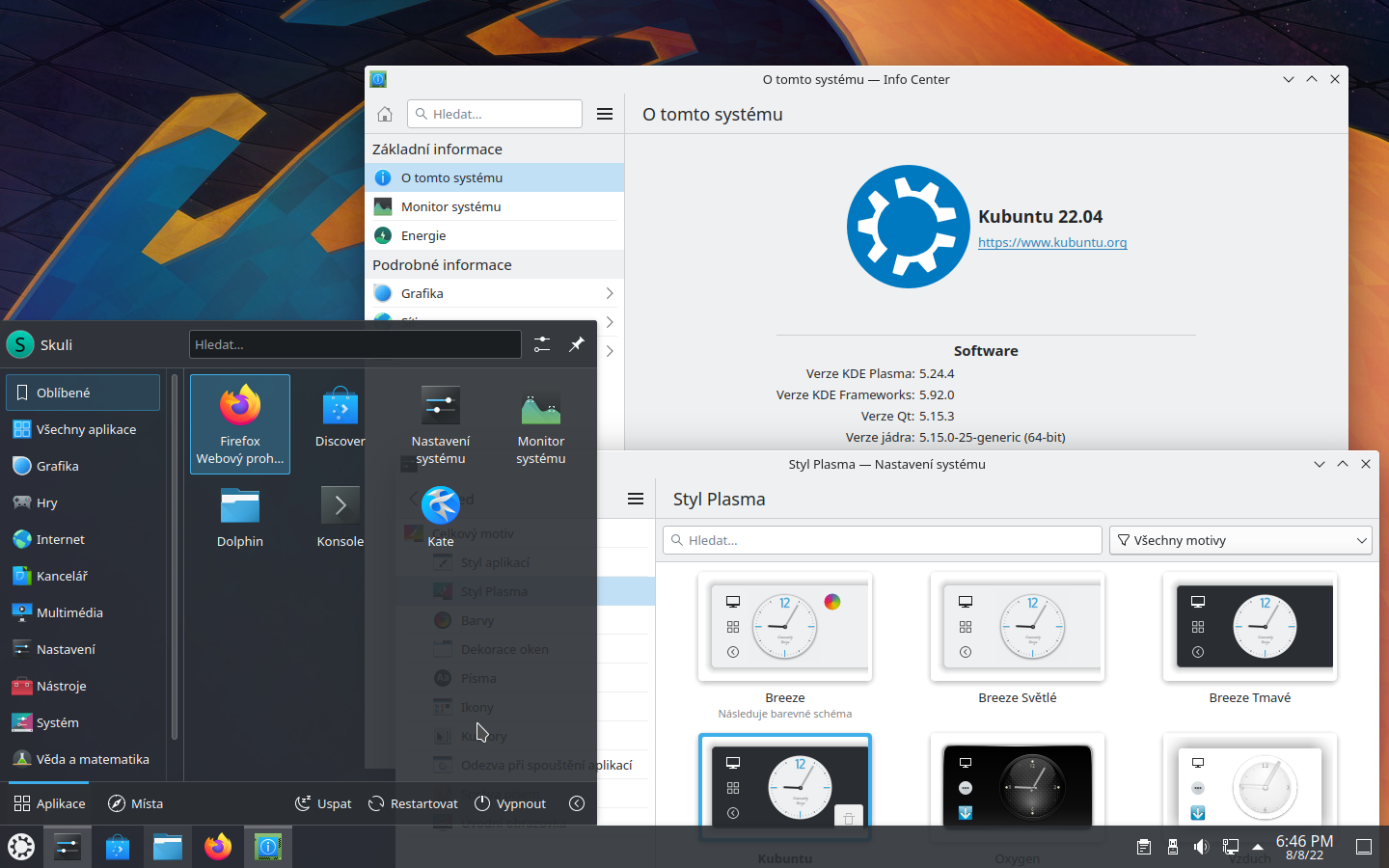
Kubuntu 22.04 LTS (cs)